# سوست (نخجوان)
سوست (به لاتین: Süst، به زبان ارمنی: Սուստ) یک منطقهٔ مسکونی در جمهوری آذربایجان است که در شهرستان بابک واقع شده‌است.